# Washburn (Maine)
Pour les articles homonymes, voir Washburn.
Washburn est une ville située dans l’État américain du Maine, dans le comté d’Aroostook. 

## Géographie
|  | Woodland (Comté d'Aroostook, Maine) | Caribou (Maine)      |
|  | Washburn                            |                      |
|  | Chapman (Maine)                     | Presque Isle (Maine) |